# KT Весов
KT Весов (лат. KT Librae) — одиночная переменная звезда в созвездии Весов на расстоянии приблизительно 2695 световых лет (около 826 парсеков) от Солнца. Видимая звёздная величина звезды — от +12,9m до +12,8m.

## Характеристики
KT Весов — пульсирующая переменная звезда типа SX Феникса (SXPHE).